# Acido anacardico
L'acido anacardico, conosciuto anche come acido idrogenato del ginko, è un composto chimico di formula C22H36O3 che in condizioni normali si presenta come un solido.

## Storia
Venne isolato per la prima volta dall'olio ottenuto dal guscio dell'Anacardium occidentale.

## Caratteristiche strutturali e fisiche
Con il termine si fa generalmente riferimento a una famiglia di composti fenolici strettamente correlati all'acido salicilico con una catena a 15 carboni presenti in forma completamente satura, come monoeni, dieni, o trieni.
In linea generale gli acidi anacardici hanno una struttura che include un anello benzenico trisostituito che presenta un gruppo ossidrilico, un gruppo carbossilico e una catena alchilica che può essere satura o insatura. La disposizione dei gruppi funzionali sull'anello influenza significativamente le caratteristiche biologiche, chimiche e fisiche dei composti.
Tutti gli acidi anacardici sono altamente lipofilici e in generale presentano le seguenti caratteristiche:
- carica fisiologica = -1
- 3 accettori di legami a idrogeno
- 2 donatori di legami a idrogeno
- superficie polare = 57,53 Å²
- 15 legami ruotabili
- rifrattività molare = 104,8 ± 0,3 cm³
- polarizzabilità = 44,1 Å³
- massa monoisotopica = 348,266445018
- entalpia di vaporizzazione = 77,8 ± 3,0 kJ/mol
- pressione di vapore = 0,0 ± 1,2 mmHg a 25°C
- tensione superficiale = 40,7 ± 3,0 dyne/cm
- volume molare = 347,8 ± 3,0 cm³

## Abbondanza e disponibilità
L'acido anacardico è il principale componente dell'olio di gusci di anacardo (60 - 70%). Il composto è presente in varie specie vegetali, tra cui piante della famiglia delle Anacardiaceae, Geraniaceae, Ginkgoaceae e delle Myristicaceae. Il composto è spesso parte di una miscela complessa di lipidi fenolici strutturalmente correlati che includono il resorcinolo, il cardanolo e/o l'urusciolo. È stato proposto che vengano sintetizzati dagli esteri del coenzima A con acidi grassi e dal malonil-CoA ad opera della polichetide sintetasi di tipo III.
Ad eccezione della famiglia delle Anacardiaceae - A. occidentale, P. vera, S. anacardium, O. mucronata e O. insignis - solo un numero limitato di specie per ciascuna famiglia contiene acidi anacardici.
Nel Pelargonium zonale, l'unica pianta in cui il composto viene sintetizzato singolarmente invece che in miscela, l'acido anacardico è sintetizzato e secreto dai tricomi che ricoprono la maggior parte della superficie della pianta ed è responsabile della resistenza della stessa a piccoli insetti infestanti come afidi, aleyrodidae e tetranychidae.
Tale resistenza è legata alla desaturazione del gruppo alchilico. Le piante che risultano resistenti ai parassiti sono infatti ricche di acidi anacardici monoinsaturi in posizione 22 e 24, in particolare di 22:1ω5 AnAc e 24:1ω5 AnAc.
Gli acidi anacardici risultano inoltre avere un'azione sporicida nei confronti del A. cochlioides e un'attività antiparassitaria nei confronti del coleottero della patata del Colorado.

## Reattività e caratteristiche chimiche
Gli acidi anacardici vengono classificati come acidi benzoici orto-idrossilati. Vengono comunemente caratterizzati attraverso gascromatografia, ionizzazione elettronica e spettrometria di massa. Possono essere studiati anche mediante 1H NMR, 13C NMR e 2D NMR. Il composto è altamente selettivo nei confronti di Fe2+ e Cu2+, è solubile in DMSO ed etanolo e si comporta come un acido di Brønsted.

## Farmacologia e tossicologia
Il composto presenta le seguenti caratteristiche:
- logD = 671 a pH 5,5
- fattore di bioconcentrazione = 14.806.44 a pH 5,5

### Effetti del composto e usi clinici
Si tratta di un prodotto naturale che stimola la produzione di specie reattive all'ossigeno e neutrophil extracellular traps, due meccanismi utilizzati dai neutrofili per uccidere i batteri. È stato dimostrato che il composto è un inibitore non selettivo e non competitivo della proteina p300/CBP e del cofattore PCAF.
Modelli molecolari e studi sull'inibizione farmacologica suggeriscono che la stimolazione dei neutrofili ad opera del composto è dipendente dal PI3K attraverso l'attivazione dei recettori della sfingosina-1-fosfato accoppiati alle proteine G espressi sulla superficie. Le neutrophil extracellular traps prodotte in risposta all'acido anacardico hanno un effetto battericida e antimicrobica selettiva sul complemento.
A differenza del forbolo 12-miristato 13-acetato, il trattamento con acido anacardico non determina la formazione di specie reattive all'ossigeno all'esterno della cellula, inoltre non causa la degranulazione dei neutrofili. L'analisi immunocitochimica rivela un aumento dei livelli intracellulari di gp91phox senza però un rilascio significativo del peptide LL-37.
Agisce sia su cellule procariote ed eucariote. Ha dimostrato un'azione antimicrobica contro diverse specie, tra cui C. xerosis, B. subtilis, P. vexans, P. acnes, S. pyogenes, S. agalactiae, S. aureus resistente alla meticillina (MRSA) e H. pylori, mentre si è dimostrato inefficace contro l'E. coli, il Malassezia furfur e il P. aeruginosa.
Il composto è probabilmente meglio conosciuto per la sua attività inibitoria dell''istone acetiltransferasi KAT5 (Tip60) la quale inibisce l'attività dell'eterodimero NFκB e più recentemente dell'attività delle metalloproteinasi della matrice. Variazioni nella catena alchilica o nel residuo dell'acido salicilico ne modifica la specificità verso l'inibizione dell'enzima MOF ("males-absent-on-the-first" o MYST1) della famiglia MYST.
Attraverso tali meccanismi il composto può indurre l'autofagia e aumentare l'apoptosi cellulare nei mammiferi.  stato suggerito che il potenziamento dell'apoptosi risulti dall'inibizione dei geni coinvolti nella sopravvivenza cellulare e nella proliferazione cellulare. Studi in vitro dimostrano che il composto presenta proprietà antiossidanti. Può stimolare la produzione cellulare di superossido inibendo la SUMOilazione della NADPH ossidasi.
Gli acidi anacardici risultano avere effetti inibitori sull'adenoma pituitario, sul tumore alla prostata, sul tumore al pancreas e sul tumore alla mammella. Studi in vivo hanno dimostrato che il composto blocca l'attivazione della serina/treonina protein-chinasi ATM dipendente dalla Tip60 e dell'enzima DNA-Pkcs a seguito di danni al DNA. Il composto è responsabile della sensibilizzazione nelle cellule tumorali umane agli effetti citotossici delle radiazioni ionizzanti.
Vari studi hanno dimostrato che il composto:
- inibisce la ferroptosi
- riduce le malformazioni del tessuto cerebrale
- riduce i danni alla barriera emato-encefalica
- riduce la neurodegenerazione a seguito di lesioni cerebrali traumatiche
- migliora i deficit neurologici[23]
- riduce la nocicezione
- riduce la permeabilità della barriera emato-encefalica
- riduce la degenerazione assonale
- riduce la gliosi
- riduce l'attivazione microglaliale
- riduce la morte neuronale a seguito di lesioni cebrebrali traumatiche[33]
- riduce l'influenza di malattie cardiovascolari[34]

Sono stati condotti studi su:
- proprietà ansiolitiche[35]
- effetti sui recettori per l'angiotensina di tipo 1[36]
- effetti sulle metalloproteasi[37]
- effetti sull'alglucosidasi alfa[38][39]
- effetti sull'acetilcolinesterasi[40][41]
- potenziale utilizzo in caso di infezioni come SARS-CoV-2[42] ed epatite[43]

Date le sue capacità antinfiammatorie, antitumorali, anticonvulsivanti, antiossidanti e neuroprotettive, viene utilizzato per il trattamento di diverse condizioni mediche inclusi gli ascessi di origine infettiva. È stato per lungo tempo utilizzato nella medicina tradizionale.
Si stanno inoltre conducendo studi sull'utilizzo degli acidi anacardici nel trattamento della sindrome metabolica. È stato infatti dimostrato che questi composti riducono l'accumulo di grasso epatico e aumentano la tolleranza al glucosio nei topi sottoposti a diete ricche di grassi e zuccheri.

## Impatto ambientale
Il composto presenta un coefficiente di mobilità nel suolo (KOC) pari a 4.982,43 (pH 5,5).